# Абашвили, Георгий Семёнович
Гео́ргий Семёнович Абашви́ли (осет. Абайты Симоны фырт Георги; 7 октября 1910, Тифлис — 26 сентября 1982, Ленинград) — советский военачальник, вице-адмирал (1955). Кандидат военно-морских наук (1971), доцент (1965). Начальник Высших специальных офицерских классов ВМФ (1964—1970).

## Биография[2]
В октябре 1931 года кончил штурманские классы Военно-морского училища им. М. В. Фрунзе.
Служил командиром БЧ-1 эсминцев «Володарский» (октябрь 1931 — август 1932 года), «Ленин» (август 1932 — январь 1934 года), дивизионным штурманом дивизиона сторожевых кораблей (январь 1934 — апрель 1935 года), помощником командира учебного корабля «Ленинградсовет» (апрель 1935 — март 1936 года), командиром сторожевого корабля «Пурга» (март 1936 — март 1938 года).
В 1937 году окончил годичные курсы командиров миноносцев. Далее занимал должности командира эсминцев «Сметливый» (март — сентябрь 1938 года), «Гневный» (сентябрь 1938 — февраль 1939 года), 1-го дивизиона сторожевых кораблей (февраль 1939 — апрель 1940 года).
Участник Советско-финской войны 1939—1940 годов. Командир 4-го дивизиона эскадренных миноносцев Балтийского флота (февраль — декабрь 1940 года), с декабря 1940 года — командир 2-го дивизиона эскадренных миноносцев Балтийского флота.

### Великая Отечественная война
С началом Великой Отечественной войны в должности командира 2-го дивизиона эсминцев выполнял минные постановки, участвовал в операциях по поиску конвоев противника в Рижском заливе, в обороне островов Эзель и Даго.
В сентябре — октябре 1941 года — заместитель начальника штаба Охраны водного района.
В ноябре 1941 года, будучи командиром минного заградителя «Марти» (октябрь 1941 — январь 1942), участвовал в эвакуации гарнизона военно-морской базы Ханко в Ленинград. В январе — июле 1942 года — командир учебного корабля «Ленинградсовет».
В июле — декабре 1942 года командовал канонерской лодкой «Зея», артиллерийскими стрельбами обеспечивал поддержку Усть-Тосненской операции, высадки десанта.
С декабря 1942 по сентябрь 1943 года — командир лидера эсминцев «Ленинград», капитан 2-го ранга.
С сентября 1943 года командовал 2-м дивизионом эсминцев, в 1944 году участвовал в разгроме немцев под Ленинградом и на Карельском перешейке. С 1944 года — заместитель начальника штаба Балтийского флота.

Могила Абашвили на Серафимовском кладбище Санкт-Петербурга.

### Послевоенная служба
В послевоенное время командовал крейсером «Максим Горький» (март 1946 — октябрь 1948). С октября 1949 года, по окончании Академических курсов офицерского состава при Военно-морской академии им. К. Е. Ворошилова, командовал крейсером «Чапаев» (27 января 1951 года присвоено звание контр-адмирал), возглавлял штаб (февраль — июнь 1951 года), командовал эскадрой 4-го (Юго-Балтийского) флота (июнь 1951 — февраль 1957 года). Возглавлял визиты советских кораблей в Польшу (1953), Финляндию (1954). 8 августа 1955 года присвоено звание вице-адмирал.
С февраля 1957 года командовал базой флота в Таллине, с августа 1960 года — 1-й заместитель командующего, член Военного совета Балтийского флота.
С июля 1962 по август 1963 года — заместитель командующего группой советских войск по ВМФ на Кубе (операция «Анадырь»).
С января 1964 года возглавлял балтийскую группу госприёмки кораблей ВМФ; с мая 1964 по декабрь 1970 года — начальник Высших специальных офицерских классов ВМФ.
С апреля 1971 года — в запасе.
Похоронен на Серафимовском кладбище.

### Семья
Дочь — Заира (р. 1948), художник-маринист.

## Уникальные факты биографии
Ночью 28 октября 1962 года на 6 минут задержал выполнение приказа о пуске ракет, чем предотвратил начало третьей мировой войны.

## Награды
- Орден Ленина (1953)
- четыре ордена Красного Знамени (1944[9][10], 1947, 1956, 1963)
- два ордена Красной Звезды (1940, 1944[11])
- Орден Нахимова II степени (20.7.1945)[6]
- Орден Трудового Красного Знамени (1968)
- Медаль «За оборону Ленинграда» (1943)[12];
- Медаль «За победу над Германией в Великой Отечественной войне 1941—1945 гг.»[13];
- медали
- Именное оружие (1960).

## Отзывы
По своим деловым и политическим качествам… достоин назначения заместителем Главнокомандующего Военно-морским флотом — начальником управления военно-морского флота.— Из характеристики Г. С. Абашвили, данной С. Г. Горшковым (1962; цит. по:)

## Избранные труды
- Г.С. Абашвили Умело использовать каждую милю походов для боевой учёбы // Советский флот. — 1955. — 27 августа.
- Г.С. Абашвили Офицерские классы Советского флота // Морской сборник. — 1968. — № 12. — С. 56-58.